# Mariusz Dmyterko
Mariusz Tomasz Dmyterko (ur. 29 grudnia 1979 w Bytowie) – polski duchowny katolicki obrządku bizantyjsko-ukraińskiego, biskup pomocniczy eparchii wrocławsko-koszalińskiej (nominat).

## Życiorys
Urodził się 29 grudnia 1979 w Bytowie w rodzinie rolniczej jako jeden z pięciu synów. W 1999 ukończył I Liceum Ogólnokształcące im. Tarasa Szewczenki w Białym Borze. Wstąpił do Metropolitalnego Seminarium Duchownego w Lublinie i odbył studia filozoficzno-teologiczne na Katolickim Uniwersytecie Lubelskim, gdzie w 2005 uzyskał magisterium z teologii. 16 kwietnia 2005 przyjął niższe święcenia kapłańskie. Na diakona został wyświęcony 5 czerwca 2005 w cerkwi św. Włodzimierza i Olgi w Miastku przez biskupa wrocławsko-gdańskiego Włodzimierza Juszczaka, który również 20 sierpnia 2005 w cerkwi Narodzenia Przenajświętszej Bogarodzicy w Białym Borze udzielił mu święceń prezbiteratu. Inkardynowany został do eparchii wrocławsko-gdańskiej. Od 2006 kontynuował studia na Wydziale Teologicznym Uniwersytetu Opolskiego, gdzie uzyskał licencjat z teologii.
W latach 2005–2010 pracował jako wikariusz w parafii Zaśnięcia Najświętszej Marii Panny w Legnicy, a także był katechetą w szkołach w Legnicy, Rosochаtej, Dąbiu i Wągrodnie. W 2016, podczas Nadzwyczajnego Jubileuszu Miłosierdzia, został mianowany misjonarzem miłosierdzia. Również w 2016 został proboszczem parafii w Białym Borze, Bielicy i Międzyborzu. Od 2015 był członkiem rady prezbiterskiej, a od 2019 rady kapłańskiej. Po reorganizacji struktur kościelnych w 2020 został prezbiterem eparchii wrocławsko-koszalińskiej. W 2020 objął funkcję eparchialnego kierownika duchowego i spowiednika, w 2021 eparchialnego cenzora, w 2024 zastępcy przewodniczącego eparchialnej rady ds. duszpasterstwa rodzin, a w 2025 przewodniczącego eparchialnej komisji ds. ewangelizacji. W 2020 wszedł w skład rady kapłańskiej i kolegium konsultorów.
10 lipca 2025 papież Leon XIV mianował go biskupem pomocniczym eparchii wrocławsko-koszalińskiej i nadał mu stolicę tytularną Tzernicus. Chirotonię biskupią ma otrzymać 13 września 2025 w katedrze wrocławskiej. Głównym konsekratorem będzie arcybiskup Swiatosław Szewczuk, zwierzchnik Ukraińskiego Kościoła Greckokatolickiego, a współkonsekratorami Eugeniusz Popowicz, arcybiskup metropolita przemysko-warszawski, i Włodzimierz Juszczak, biskup eparchialny wrocławsko-koszaliński.